# Michael Liam McQuillan
Michael Liam McQuillan est un mathématicien écossais travaillant en géométrie algébrique. 

## Biographie
Michael McQuillan obtient un doctorat en 1992 à l'université Harvard sous la direction de Barry Mazur (titre de la thèse : « Division points on semi-Abelian varieties »),.
De 1996 à 2001, il est chercheur post-doctoral à l'All Souls College de l'université d'Oxford ; en 2009 il devient professeur à l'université de Glasgow ainsi qu'Advanced Research Fellow au British Engineering and Physical Sciences Research Council. En 2019, il est professeur à l'université de Rome « Tor Vergata ».

## Recherche
Dans sa thèse, McQuillan a démontré une conjecture de Serge Lang vieille de vingt ans sur les variétés semi-abéliennes. Il a étendu la théorie, développée par Paul Vojta en analogie avec la théorie de Nevanlinna et qui fait partie de la théorie de la distribution des valeurs de fonctions holomorphes, à la géométrie diophantienne. Il a développé la méthode dite d'approximation diophantienne dynamique qu'il a appliquée à la géométrie algébrique transcendante et donc aux variétés sur les nombres complexes, où des méthodes d'analyse complexes peuvent être utilisées. 
En particulier, il a résolu ou fait des progrès concernant plusieurs conjectures sur l'hyperbolicité des sous-variétés de variétés algébriques. Par exemple, il a donné une nouvelle preuve d'une conjecture formulée par André Bloch en 1926 sur les courbes holomorphes dans les sous-variétés fermées des variétés abéliennes, il a prouvé une conjecture de Shoshichi Kobayashi qui affirme qu'une hypersurface générique de degré suffisamment élevé dans le cas de l'espace complexe projectif tridimensionnel est hyperbolique et a obtenu des résultats partiels sur une conjecture de Mark Green et Phillip Griffiths, qui stipule qu'une courbe holomorphe sur une surface algébrique de type général avec {\displaystyle c_{1}^{2}>c_{2}} ne peut pas être dense au sens de Zariski. 
McQuillan a également étudié les équations différentielles algébriques sur les variétés et travaille sur la théorie de Mori non commutative. Il continue à étudier cette théorie,

## Prix et distinctions
En 2000, McQuillan reçoit le prix de la Société mathématique européenne. En 2001, il reçoit le prix Whitehead de la London Mathematical Society pour ses travaux, ainsi que le prix Whittaker la même année.
En 2002, il est conférencier invité au Congrès international des mathématiciens de Pékin (« Integrating {\displaystyle \partial {\bar {\partial }}} »).